# Klášter (district de Plzeň-Sud)
Pour les articles homonymes, voir Klášter.
Klášter (en allemand : Kloster) est une commune du district de Plzeň-Sud, dans la région de Plzeň, en République tchèque. Sa population s'élevait à 234 habitants en 2022.

## Géographie
Klášter est située dans la région historique de Bohême, enchâssée dans la zone naturelle des collines sur les rives de l'Úslava. Le village se trouve à 2 km au nord du centre de Nepomuk, à 31 km au sud-sud-est de Plzeň et à 89 km au sud-ouest de Prague.
La commune est limitée par Měcholupy et Srby au nord, par Vrčeň à l'est, par Nepomuk au sud-est et au sud, et par Prádlo à l'ouest.

## Histoire
Le lieu est né des ruines de l'abbaye (en tchèque : klášter) cistercienne de Nepomuk fondée vers 1144-1145, fille de l'abbaye d'Ebrach en Franconie. Nepomuk même était l'abbaye primaire des monastères de Svaté Pole (Ledce) et de Žďár en Moravie. Il est probable que le duc Vladislav II de Bohême a participé à la création. Le couvent fut attaqué et détruit par les troupes de Jan Žižka pendant les croisades contre les hussites en 1420.
À l'instigation du roi Sigismond, les domaines sont passés à ses alliés parmi les seigneurs en Bohême. Le monastère était définitivement dissous en 1558 et le village de Klášter a été construit sur le terrain de l'ancienne abbaye.

## Galerie

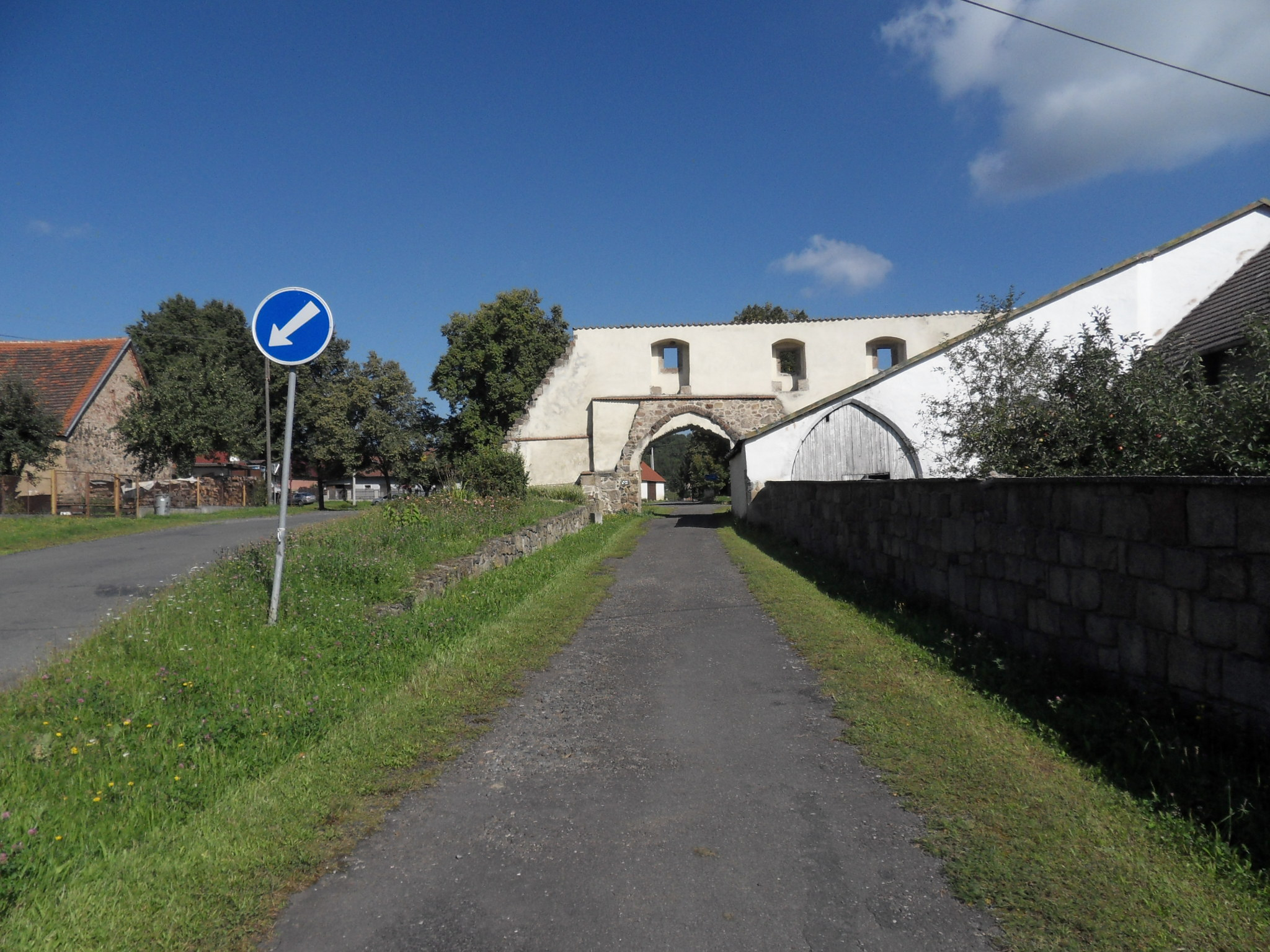
Les ruines de l'abbaye.

## Transports
Par la route, Klášter se trouve à 3 km de Nepomuk, à 28 km de Klatovy, à 28 km de Plzeň et à 107 km de Prague.